# Hrabstwo Randolph (Indiana)

Piramida wieku hrabstwa

Hrabstwo Randolph (ang. Randolph County) – hrabstwo w stanie Indiana w Stanach Zjednoczonych.

## Geografia
Według spisu z 2010 roku obszar całkowity hrabstwa obejmuje powierzchnię 453,31 mili2 (1174,07 km²), z czego 452,38 mili2 (1171,66 km²) stanowią lądy, a 0,94 mili2 (2,43 km²) stanowią wody. Według szacunków United States Census Bureau w roku 2012 miało 25 815 mieszkańców. Jego siedzibą administracyjną jest Winchester.

### Miasta
- Farmland
- Losantville
- Lynn
- Modoc
- Parker City
- Ridgeville
- Saratoga
- Union City
- Winchester